# Nyord Sogn
Nyord Sogn 
ist eine Kirchspielsgemeinde (dän.: Sogn) auf der Insel Nyord bei der Insel Møn im südlichen Dänemark. Neben der Insel Nyord gehören zum Kirchspiel auch noch kleinere, nördlich vorgelagerte Inseln.
Bis 1970 gehörte sie zur Harde Mønbo Herred im damaligen Præstø Amt, danach zur Møn Kommune im Storstrøms Amt, die im Zuge der  Kommunalreform zum 1. Januar 2007 in der Vordingborg Kommune in der Region Sjælland aufgegangen ist.
Im Kirchspiel leben 43 Einwohner (Stand: 1. Januar 2023).

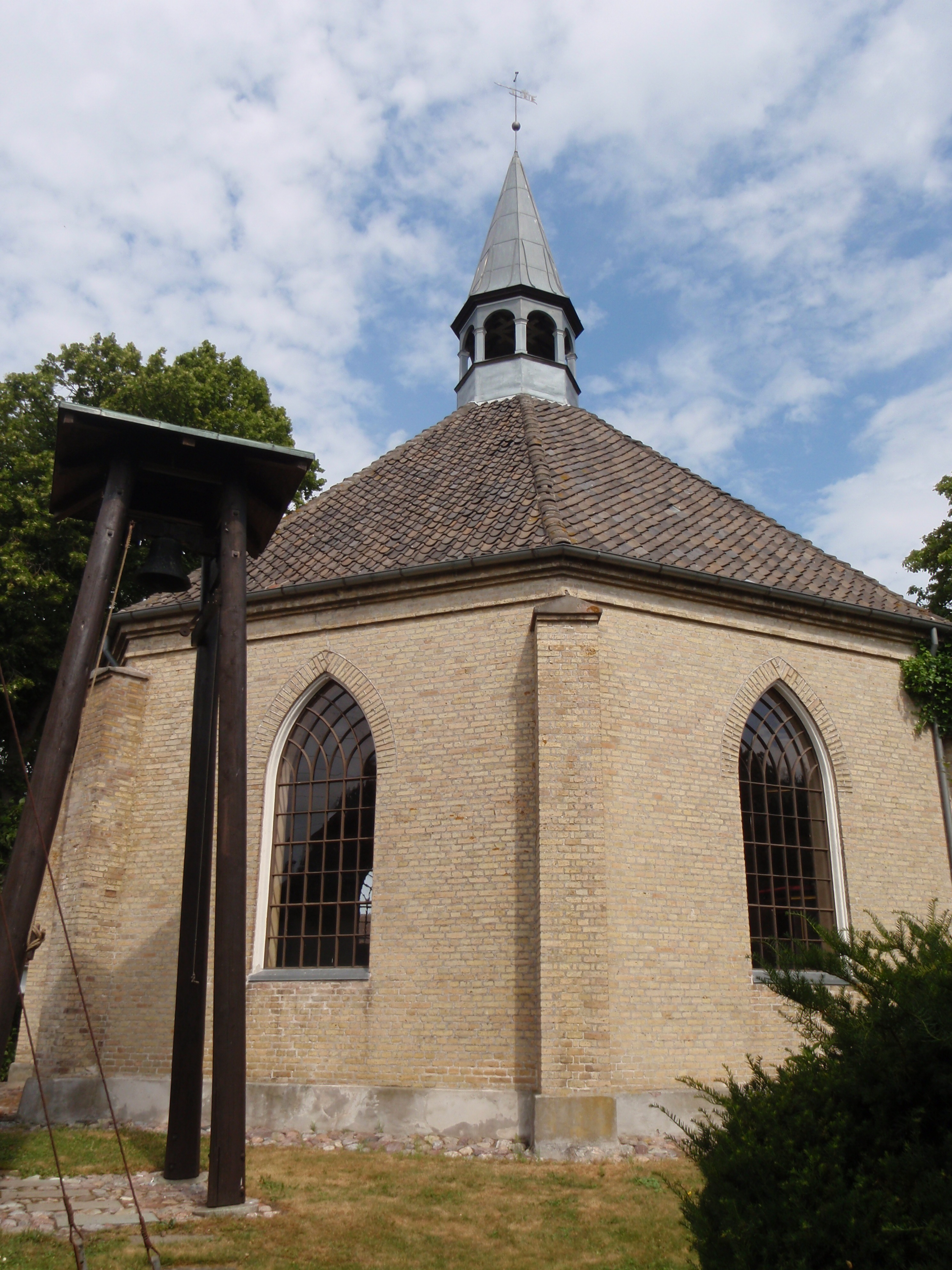
Nyord Kirke

Im Kirchspiel liegt die „Nyord Kirke“.
Die Insel und damit das Kirchspiel ist durch einen Damm mit dem Stege Sogn auf der Insel Møn verbunden.